# Otoglyphis factorovskyi
Otoglyphis factorovskyi (sin. Aaronsohnia factorovskyi), jedna od dviju pustinjskih vrsta glavočika u rodu Otoglyphis (Aaronsohnia) raširena na Arapskom poluotoku i susjednim državama (Izrael i Jordan). Rod je ime dobio po židovskom botaničaru, agronomu i cionostičkom aktivisti Aaronu Aaronsohnu (1876 - 1919), a vrsta factorovskyi, imenovana je u čast palestinskog botaničara rođenog u Rusiji Eliezera Faktorovskya. Opisali su je 1927. Otto Warburg i Alexander Eig.
Biljka naraste od 8 do 25 cm u vis, listovi su dužine 1.5 do 4 cm, cvijet je jarko žut, a cvjeta u ožujku i travnju. Kao terofit (Judejska pustinja, Negeb, Nejd) otporna je na ekstremne pustinjske uvjete.

## Sinonimi
- Aaronsohnia factorovskyi var. brachyota Warb. & Eig